# Таврування злочинця
Таврування злочинця — випікання на тілі злочинця невитравних знаків, у вигляді емблематичного зображення або початкових букв, що вказують на злочин або на присуджене покарання (фр. la marque, тавро, клеймо, штемпельні, вказні знаки), сюди ж слід віднести додаткове калічення (відрізання вуха, виривання ніздрів). Мета — попередження втеч та відділення злочинців від мирного населення.